# جورج بي هاوكس
جورج بي هاوكس (بالإنجليزية: George P. Hawkes)‏ هو ضابط أمريكي، ولد في 7 مارس 1824 في Templeton, Massachusetts ‏ في الولايات المتحدة، وتوفي بنفس المكان في 21 سبتمبر 1903.